# ولیمشه
ولیمشه (به ترکی استانبولی: Velimeşe) شهری است در کشور ترکیه که در استان تکیرداغ واقع شده‌است. جمعیت این شهر بر اساس سرشماری سال ۲۰۰۸ میلادی ۶٬۷۷۷ نفر و بر اساس برآوردهای سال ۲۰۰۹ میلادی ۷٬۰۶۹ نفر می‌باشد.